# Моника Пец
Моника Пец (на немски: Monika Peetz) е германска сценаристка, продуцентка и писателка на бестселъри в жанра съвременен роман и чиклит.

## Биография и творчество
Моника Пец е родена през 1963 г. в Германия. Завършва германистика, комуникации и философия в Университета в Мюнхен.
След дипломирането си работи в рекламна агенция и издателска къща. В периода 1990 – 1998 г. е драматург и редактор в редакция „Телевизионни филми“ в Баварското радио. Продуцент е на няколко филма. В периода 1997 – 1998 г. е консултант към Нюрнбергската стипендия за писатели. От 1998 г. пише сценарии в Германия и Нидерландия. Някои от филмите ѝ са „Момиче за обич“, „Още веднъж на 20“, както и „Непокорната“ по съвместен сценарий с Кристиян Йелч.
През 2010 г. е издадена първата ѝ книга „Дамски вторници“ от едноименната ѝ поредица. Пет дами се срещат всеки вторник в заведението на любимия си френски готвач и веднъж годишно се радват на съвместна почивка. Вдовицата Юдит, вместо на почивка рещава да отиде на поклонническо пътуване до Лурд, Франция, а приятелките ѝ решават да я последват. Пътуването ще им даде възможност да открият непознати неща за себе си, за живота си, за семействата си, за любовта и кариерата. Книгата става бестселър. През 2011 г. е екранизирана в едноименния телевизионен филм с участието на Улрике Криенер, Инка Фриедрич и Саския Вестер.
В следващите години са публикувани продълженията „Седем дни сами“ и „Die Dienstagsfrauen zwischen Kraut und Rüben“. През 2013 г. и 2015 г. те също са филмирани.
Моника Пец живее в Амстердам.

## Произведения

### Серия „Дамски вторници“ (Die Dienstagsfrauen)
1. Die Dienstagsfrauen (2010)
Дамски вторници, изд.: ИК „Ентусиаст“, София (2012), прев. Людмила Костова
2. Sieben Tage ohne (2011)
Седем дни сами, изд.: ИК „Ентусиаст“, София (2013), прев. Людмила Костова
3. Die Dienstagsfrauen zwischen Kraut und Rüben (2013)

### Екранизации

#### Като продуцент
- 1993 Adamski – продуцент
- 1994–1997 Полицейско повикване 110, Polizeiruf 110 – ТВ сериал, продуцент 3 епизода
- 1997 Doktor Knock – ТВ филм, продуцент
- 1998 Die unerwünschte Zeugin – ТВ филм, продуцент

#### Като автор и сценарист
- 2004 Ein Baby zum Verlieben – ТВ филм
- 2007 Noch einmal zwanzig sein – ТВ филм
- 2009 Die Rebellin – ТВ филм
- 2010 Tulpen aus Amsterdam – ТВ филм
- 2011 Die Dienstagsfrauen – ТВ филм
- 2012 Und weg bist Du – ТВ филм
- 2012 Deckname Luna – ТВ сериал
- 2013 Sieben Tage Ohne – ТВ филм
- 2015 Die Dienstagsfrauen: Zwischen Kraut und Rüben – ТВ филм